# Torneo de Berlín 2005
El Qatar Total German Open 2005 fue un torneo de tenis femenino, disputado del 2 al 8 de mayo de 2005. Fue un evento de categoría Tier I que se jugó en canchas de polvo de ladrillo como preparativo para el segundo Grand Slam del año, Roland Garros. Fue la 90.ª edición del torneo y tuvo lugar en el Rot-Weiss Tennis Club en la capital alemana, Berlín.

## Campeonas

### Individual femenino
Justine Henin-Hardenne venció a  Nadia Petrova por 6-3, 4-6, 6-3

### Dobles femenino
Elena Likhovtseva /  Vera Zvonareva vencieron a  Cara Black /  Liezel Huber por 4–6, 6–4, 6–3